# Charadrahyla tecuani
Charadrahyla tecuani é uma espécie de anfíbio anuro da família Hylidae. Está presente no México. Não foi ainda avaliada pela UICN.